# Viktorija Beloslidceva
Viktorija Beloslidceva, kazahstanska lokostrelka, * 9. januar 1972.
Sodelovala je na lokostrelskem delu poletnih olimpijskih igrah leta 2004, kjer je osvojila 23. mesto v individualni konkurenci.